# Acurenam (Municipio)
Acurenam (auch: Akourenam) ist ein Ort und ein Verwaltungsbezirk in Äquatorialguinea. Im Jahr 2008 hatte der Bezirk eine Bevölkerung von 2736 Personen.

## Lage
Die Stadt befindet sich in der Provinz Centro Sur auf dem Festlandteil des Staates. Der namengebende Ort liegt an einer der Hauptverkehrsrouten im Süden der Provinz, zusammen mit Ebebiyín (NW), Ebomicu (SW), sowie Acoc im Osten.

## Klima
In der Stadt, die sich nah am Äquator befindet, herrscht tropisches Klima.